# News Chronicle
News Chronicle byly denní britské noviny. Noviny vznikly v roce 1930 po splynutí Daily News a Daily Chronicle. Vydávání ukončily v roce 1960, kdy deník byl pohlcen a sloučen s Daily Mail.

## Editoři
1930: Tom Clarke
1933: Aylmer Vallance
1936: Gerald Barry
1948: Robin Cruikshank
1954: Michael Curtis
1957: Norman Cursley

## Významní přispěvatelé
- Stephen G. Barber – zahraniční korespondent
- Frank D. Barber – zahraniční korespondent
- Vernon Bartlett –
- Stanley Bishop – krimi reportér
- Ritchie Calder – vědecký redaktor
- James Cameron – válečný korespondent
- G. K. Chesterton – psal názorové sloupky
- Norman Clark – válečný korespondent
- Geoffrey Cox – válečný korespondent
- E. S. Dallas – pařížský korespondent
- Sir Arthur Conan Doyle – válečný korespondent během první světové války
- William ("Willie") Forrest – válečný a zahraniční korespondent během španělské občanské války a druhé světové války
- Philip Jordan – válečný korespondent za druhé světové války
- Thomas Kettle – válečný korespondent během první světové války
- Arthur Koestler – autor píšící o španělské občanské válce
- Patrick Maitland – válečný korespondent z Pacifiku mezi lety 1941-44
- Richard Moore –
- Louise Morgan –
- Patrick Sergeant – editor, zakladatel a vlastník magazínu Euromoney
- C. W. A. Scott – editor o letectví
- H. G. Wells –